# 洋沙湖
洋沙湖是一个位于中国湖南省岳阳市湘阴县洋沙湖镇的淡水湖，面积约为4.29平方千米，属于长江区。它的一级流域为长江流域，二级流域为长江干流水系。